# Schlingstich

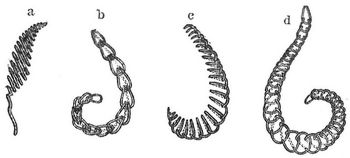
Verschiedene Sticktechniken:
c Languettenstich
d Doppelfestonstich

Der Feston- (manchmal auch Languetten-) oder Schling(en)stich ist ein Stich aus der Näherei oder Stickerei, der besonders zur Randverwahrung z. B. auch bei Knopflöchern oder beim Binden von Buchbündeln geeignet ist. Wie der deutsche Name sagt, bestehen alle Varianten aus Schlingen.
Beim Knopflochstich liegen im Gegensatz zum eigentlichen Festonstich die Stiche näher beieinander; auch wird hier meist eine zusätzliche Schlinge erzeugt.